# Vahid Hashemian
Vahid Hashemian (pers. وحيد هاشميان; Teheran, 21 luglio 1976) è un ex calciatore iraniano, attaccante.

## Carriera
Vahid iniziò la sua carriera professionistica in patria, con la maglia del PAS Tehran. Dopo un solo anno arrivò in Germania per giocare con l'Amburgo dove trova Mehdi Mahdavikia, uno dei più grandi calciatori iraniani di sempre. Non trovando spazio per mostrare le sue vere qualità, il giocatore viene ceduto al Bochum dove segnerà 34 gol scendendo in campo 87 volte; durante la sua ultima stagione, segnando 16 gol, aiuta la squadra a giungere quinta in campionato qualificandosi per la Coppa UEFA. Queste sue notevoli prestazioni attirarono l'attenzione del Bayern Monaco che fa firmare al giovane iraniano un contratto da due milioni di euro con la speranza che Hashemian potesse ricalcare le orme del suo connazionale Ali Daei. Dopo una sola stagione, per altro non brillante, viene ceduto al Hannover 96 con il quale gioca fino al 2008. Il 23 aprile 2008 il Bochum annuncia che il giocatore sarebbe tornato in squadra per la stagione 2008/2009. Hashemian firma un contratto da due anni con l'opzione di un terzo anno extra.

### Nazionale
Hashemian debuttò con la Nazionale iraniana il 1º dicembre 1998 in un'amichevole contro il Kazakistan. Dopo la Coppa d'Asia 2000 nella quale l'Iran venne eliminato ai quarti di finale, rifiutò di vestire altre volte la casacca del Team Melli; dopo quattro anni, però, decise di tornare per dare una mano alla sua nazionale per qualificarsi ai mondiali. Hashemian negli ultimi anni è diventato una pedina fondamentale per la Nazionale iraniana tanto da giocare tutte e tre le partite del girone eliminatorio di Germania 2006.

## Palmarès

### Club
- Coppa di Lega tedesca: 1

Bayern Monaco: 2004
- Campionato tedesco: 1

Bayern Monaco: 2004-2005
- Coppa di Germania: 1

Bayern Monaco: 2004-2005

### Nazionale
- Giochi asiatici: 1

1998